# Sabiaceae
Sabiaceae Blume è una famiglia di piante angiosperme dell'ordine Proteales.

## Tassonomia
La famiglia comprende i seguenti generi:
- Meliosma Blume
- Ophiocaryon Endl.
- Sabia Colebr.